# Space Hulk
Space Hulk — настільна гра фірми Games Workshop, вперше видана 1989 року, дія якої відбувається у вигаданому всесвіті Warhammer 40,000. Вона розрахована на двох гравців, один з яких керує загоном елітних бійців термінаторів Космодесанту (англ. Space Marine Terminators), очищаючи нагромадження покинутих космічних кораблів, космічне руйновище (англ. Space Hulk), від чудовиськ генокрадів (англ. Genestealers), підконтрольних другому гравцеві.
Гра кілька разів перевидавалася, остання версія вийшла 5 вересня 2009. Крім того, за Space Hulk вийшло кілька побічних настільних та відеоігор.

## Ігровий світ
В словнику Warhammer 40,000 термін Space Hulk позначає залишки космічних кораблів та інших об'єктів, що збилися воєдино під впливом космічних течій (течій Варпу). Такі об'єкти часто є місцем знаходження скарбів, втрачених технологій, реліквій, але також і повні небезпек, однією з найбільших серед яких є генокради. Це різновид істот біологічної раси тиранідів, який, проникаючи на планету, створює умови для подальшого масштабного вторгнення.

## Правила
Гра розрахована на двох гравців, один з яких грає за Космодесантників, інший — генокрадів. Мета Космодесантників полягає у виконанні завдання в одній з готових місій (знищити всіх ворогів, винести реліквію і т. ін.). Генокради, відповідно, стараються не допустити цього і знищити всіх термінаторів. Стандартний набір включає 12 Космодесантників та 22 генокрада.
Фігурки термінаторів і генокрадів переміщуються по ігровому полю з квадратною розміткою, що складається з картонних секцій, де позначені коридори, кімнати і двері космічного корабля. Гравець за генокрадів переміщує мітки «відлуння», що позначають генокрадів на радарах термінаторів, але не показують їхню кількість до розкриття мітки. Розкриття мітки означає, що противники потрапили в поле зору термінаторів, тоді мітка заміняється фігурками. Гра відбувається походово, причому час ходу термінаторів обмежений, а противники можуть ходити як завгодно довго. Кожна дія в грі визначається кидком гральних кубиків d6 (дайсів). На підставі певної комбінації приймається той чи інший результат.
Спеціальний «Дисплей статусу місії» показує боєзапас бійців, справність їхньої зброї та іншу інформацію за допомогою жетонів, розкладених у відповідних місцях. Космодесантників можна озброїти різною вогнепальною і холодною зброєю, відомою з оригінальної настільної гри Warhammer 40,000: штурмболтер, важкий вогнемет, автогармата, силовий кулак, силовий меч, громовий молот та інші. Кожна зброя має свої унікальні характеристики, але може вийти з ладу, наприклад, заклинити. Перевагу в вогневій моці Космодесантників генокради компенсують рукопашною атакою. У разі рукопашної генокрадів з трьох кидків дайсів вибирається максимальне випале значення. Космодесантник, озброєний стандартним силовим кулаком, одним кидком повинен викинути одне з відповідних чисел, щоб залишитися в живих. Інша зброя ближнього бою надає ряд переваг, наприклад, силовий меч змушує генокрадів перекинути дайси з найкращим результатом, а грозові кігті дозволяють Космодесантникам здійснити два кидки і додають 1 очко до найкращого результату.
Космодесантники починають гру з певної точки висадки, гравець може розставляти своїх бійців в довільному порядку (якщо порядок не заданий умовами місії). Кожен боєць має 4 очки дії (Action Points, AP), які він може витратити на пересування, стрілянину або рукопашну атаку. Очки дії крім переміщення (1 AP за одну ігрову клітинку прямо або по діагоналі) витрачаються і на поворот (1 AP за кожен поворот на 90 градусів). Також існує можливість виконувати відступ не повертаючись (2 AP за кожну клітинку). Те, яким чином Космодесантники стоять до генокрадів, визначає можливість контратакувати в ближньому бою. Якщо активована можливість «варта», термінатор відкриває вогонь у ворога як тільки його побачить.
Крім очок дії у Космодесантників є командні очки (Command Points, CP), кількість яких випадковим чином визначається кидком дайсів на початку кожного ходу. Командні очки можуть використовуватися будь-яким з Космодесантників поверх свої очок дії. Якщо в загоні Космодесантників є сержант, то гравець може перекинути дайс для отримання кращого результату.

## Видання гри
Перше видання
Space Hulk має кілька видань, перше було випущено в травні 1989 року. В 1990 році гра отримала два розширення: «Deathwing» (розширення можливостей Космодесантників) і «Genestealer» (розширення можливостей генокрадів). Крім того, в 1991 була випущена книга «Space Hulk Campaigns», що містить матеріали, раніше опубліковані в журналі про настільні ігри «White Dwarf». В 1993 вийшло її перевидання в м'якій палітурці.
Друге видання
Друге видання вийшло в 1996 році, ігрові правила якого були значно спрощені в порівнянні з першим, що сильно обмежило можливості зі створення розширень. Проте в журналі «White Dwarf» випускалися додаткові кампанії та різні модифікації ігрової механіки (наприклад, можливість використання генокрадами вентиляційних шахт).
Третє видання
19 серпня 2009 було анонсовано третє видання, яке було видано 5 вересня. Ажіотажний попит на гру досяг такого розмаху, що поштові попередні замовлення були розпродані протягом трьох днів, а набори, що надійшли в магазини, були розкуплені протягом тижня. Представники Games Workshop анонсували, що не будуть створювати додатковий тираж, оскільки видання і планувалося випустити обмеженим тиражем. Кожна з фігурок з набору унікальна, зображуючи термінатора або генокрада в особливій позі. Основні зміни правил торкнулися дій Космодесантників: тепер заклинювання болтера не викликає припинення режиму варти, якщо у гравця залишилися очки дії, то Космодесантник витрачає їх на відновлення зброї. Також було введено режим «охорони», версію «варти» для холодної зброї. Гра отримала кілька нагород, серед яких «Найкраща настільна гра 2010» і «Найкраща гра для двох 2009».

## Адаптації

### Карткові ігри
- Space Hulk: Death Angel — The Card Game (2010) — карткова гра, видана Fantasy Flight Games, розрахована на гравців в кількості від 1 до 6. Вийшли кілька доповнень до цієї гри: «Death Angel: Mission Pack 1 Expansion», «Death Angel: Space Marine Pack 1 Expansion», «Death Angel: Tyranid Enemy Pack», «Death Angel: Deathwing Space Marine Pack»[4].

### Відеоігри
- Space Hulk (1993) — тактичний шутер для PC і Amiga.
- Space Hulk: Vengeance of the Blood Angels (1995) — тактичний шутер для ПК, PlayStation, Sega Saturn, і консолі 3DO. В 2005 створена версія для мобільних телефонів.
- Alien Assault (2008) — безплатна комп'ютерна версія настільної гри від команди незалежних розробників TearDown. Через вимогу Games Workshop забрати з гри всі згадки про Warhammer 40,000 (права на яку їй належать) назва була змінена зі Space Hulk на Alien Assault. Геймплей залишився колишнім і у всіх елементах гри прослідковувався Space Hulk. Згодом фанати, користуючись широкими можливостями з модифікації гри, створили доповнення, яке перетворювало Alien Assault на початково задуману Space Hulk. Alien Assault була досить високо оцінена гравцями. Менш ніж за два тижні її завантажили понад дев'ять тисяч осіб[5].
- Space Hulk (2013) — тактична покрокова стратегія від данської студії Full Control для платформ Windows і Mac OS X. 2014 року перевидана під назвою Space Hulk: Ascension Edition з низкою вдосконалень.
- Space Hulk: Deathwing (2016) — шутер від першої особи, розроблений Streum On Studio та виданий для ПК, PlayStation 4 і Xbox One[6].
- Space Hulk: Tactics (2018) — 2 лютого 2018 анонсовано покрокову тактику від Cyanide для ПК, PlayStation 4 і Xbox One[7].